# The Order
The Order è un film del 2001 diretto da Sheldon Lettich, con protagonista Jean-Claude Van Damme.

## Trama
Il film si apre nel 1099 alla fine della prima crociata, con una scena in cui i crociati cristiani saccheggiano Gerusalemme e massacrano la popolazione locale. Un cavaliere cristiano fiammingo di nome Charles Le Vaillant, disgustato dagli orrori della guerra, decide di creare un nuovo ordine religioso che riunisce membri delle tre principali religioni della regione: cristiani, ebrei e musulmani. Come leader e messia autoproclamato, Charles scrive i testi sacri dell'Ordine. Durante un viaggio in Siria l'accampamento dell'ordine viene attaccato dai cavalieri cristiani, che uccidono Le Vaillant. L'ultimo capitolo del loro testo religioso, sepolto da Le Vaillant in un luogo segreto, si perde nel deserto dopo l'attacco.
La scena si sposta ai giorni nostri: Rudy Cafmeyer, ladro e contrabbandiere di preziosi manufatti storici, entra in un edificio di alta sicurezza e ruba un prezioso uovo Fabergé; si innesca però un allarme e Rudy è costretto a combattere per uscire dall'edificio e non trova più il complice, Yuri, ad aspettarlo in auto perché questi è stato costretto a scappare all'arrivo della polizia. Rientrato a New York i guai di Rudy aumentano quando un potenziale acquirente tenta di rubare l'uovo e cade su di esso, distruggendolo.
Si scopre che il padre di Rudy, Oscar "Ozzie" Cafmeyer, è archeologo e curatore del museo locale. Ozzie si reca in Israele per risolvere un mistero e viene rapito mentre è al telefono con Rudy, che si reca a Gerusalemme per salvarlo. Il professore Walt Finley, amico di Ozzie, consegna a Rudy la chiave di una cassetta di sicurezza a Gerusalemme est e viene poi ucciso da aggressori sconosciuti. Rudy apre la cassetta di sicurezza e trova un'antica mappa che mostra una serie di tunnel e una stanza del tesoro sotto Gerusalemme.
Si scopre intanto che in Israele esiste ancora un gruppo di seguaci di Le Vaillant, noto come Ordine, che continua a praticare i suoi insegnamenti pacifici. Uno dei discepoli, Ciro, entra in conflitto con il leader dell'Ordine, Pierre Gaudet, perché secondo Pierre travisa gli insegnamenti del maestro trasmettendoli in modo erroneo ai discepoli a parla loro di un'imminente guerra santa.  Cyrus, irritato, fa uccidere Pierre Gaudet usando un'autobomba e assume il controllo dell'Ordine.
Il capo della polizia israeliana Ben Ner vede l'arrivo di Rudy con ostilità e prende provvedimenti per tenerlo sotto controllo ed obbligarlo a ritornare al suo paese, nominando il tenente Dalia Barr per assicurarsi che Rudy non fugga. Il tenente Barr accompagna Rudy in aereo ma Ben Ner chiama e chiede il loro ritorno, sostenendo che Rudy sta contrabbandando un artefatto. Il tenente Barr sa che Rudy è stato perquisito e non è in possesso di alcun artefatto, quindi sblocca le manette di Rudy e lo lascia scappare in una lotta finta, incontrandosi di nuovo dopo essere fuggito dall'aeroporto in un veicolo rubato da una rampa. Il tenente Barr rivela che una volta era discepola dell'Ordine ma che se n'è andata quando aveva 18 anni. Insieme visitano Yuri, che traduce la mappa e spiega che porta al tesoro, ma entrano dei ladri e rubano la mappa, sparando e uccidendo Yuri nel corso dell'irruzione. Rudy ruba una moto e insegue il ladro che ha la mappa. Lo raggiunge e gli spara, facendo cadere il ladro sulla mappa, ma viene anche colpito e ferito.
Rudy si nasconde dalla polizia e viene trovato dal tenente Barr, che lo spinge a curarsi dal suo vecchio amico Avram, che è ancora un membro dell'Ordine. Il tenente Barr consegna a Rudy i fogli lasciati da suo padre in cui Ozzie spiega di aver scoperto i manoscritti perduti dell'Ordine, persi dopo le Crociate, e che la nuova setta all'interno dell'Ordine non desidera che vengano rivelati perché mostrano la posizione di un mitico tesoro ebraico . Rudy lo mostra ad Avram, il quale insiste sul fatto che il "tesoro" è semplicemente una metafora della saggezza degli antichi saggi e afferma che gli estranei non possono accedere alla sua posizione nel monastero dell'Ordine. Con l'aiuto di Avram, Rudy e il tenente Barr si fingono membri stranieri dell'Ordine in pellegrinaggio per ottenere l'accesso al monastero durante una affollata assemblea dei membri, ora guidata da Ciro.
Nelle catacombe Rudy trova i manoscritti rimanenti, il padre imprigionato e una grande bomba. Arriva Ben Ner che spiega a Rudy e al tenente Barr che si è unito all'Ordine quando ha scoperto il tesoro. Cyrus arriva e costringe Ozzie a guidarlo attraverso i tunnel per far esplodere la bomba sotto il Monte del Tempio durante il Ramadan per massimizzare le perdite e rendere martiri il tenente israeliano Barr e l'americano Rudy Cafmeyer per scatenare la terza guerra mondiale . Rudy salva Avram da una trappola prima di raggiungere una stanza piena di tesori vicino alla camera sotto il Pozzo delle Anime. Ben Ner tenta di ritardare la detonazione per raccogliere più tesori, portando a uno stallo con i seguaci di Cyrus. Rudy e il tenente Barr sfruttano l'occasione per fuggire, ma Ozzy viene ferito e Avram viene ucciso. Il tenente Barr spara a Ben Ner e aiuta Ozzie a uscire dalle catacombe. Rudy cattura Cyrus nella stanza del tesoro e lo uccide con una delle spade trovate lì, sposta la bomba da sotto il Pozzo delle Anime e la fa cadere nella buca. Ben Ner salta su Rudy ma prende solo la sua maglietta e la strappa mentre cade nella buca a sua volta. Rudy corre via dalla buca mentre la bomba esplode. I fedeli sopra sentono l'esplosione ma continuano a pregare.
Successivamente si vede Rudy in visita all'ufficio di suo padre, che ha pubblicato un nuovo libro; lì Rudy trova un'antica mappa che secondo Ozzie mostra la posizione delle sette città d'oro. Rudy prende la mappa e corre fuori dall'ufficio con Dalia. Il film termina con una raccolta di rapidi tagli d'azione.

## Produzione

### Cast
Charlton Heston, non accreditato, si limita a due scene di pochi minuti l'una. Nella prima, all'inizio del film, parla al telefono con il protagonista e lo informa del rapimento del padre, mentre nella seconda, dopo un lungo inseguimento in macchina (una Citroën DS 20 del 1972 che non sfigura contro una Mercedes-Benz 190 E del 1989), viene ucciso da un colpo di pistola.

### Riprese
Il film è stato girato nel dicembre 2000 a Sofia in Bulgaria e a Gerusalemme e Tel Aviv.

## Accoglienza
In Spagna il film è stato visto da ben oltre 100.000 persone con un incasso totale di quasi 600.000 euro . In Messico il film ha avuto altrettanto successo, incassando oltre $ 560.000. Sebbene non sia stato distribuito nei cinema degli Stati Uniti, il film ha avuto successo nei noleggi, incassando oltre $ 18 milioni.  L'Ordine è stato distribuito anche in video e DVD nel Regno Unito e in Germania.